# Home Nations Championship 1883
L'Home Nations Championship 1883 (in gallese Pencampwriaeth Rygbi'r Pedair Gwlad 1883) fu l'edizione inaugurale del torneo annuale di rugby tra le squadre nazionali di Galles, Inghilterra, Irlanda e Scozia.
La prima vincitrice del torneo fu l'Inghilterra che, nella gara decisiva a Edimburgo contro la Scozia, ebbe la meglio con due mete contro una, nessuna delle quali trasformate. All'epoca il punteggio fu di 0-0 perché le mete non portavano punti ma solo la possibilità di calciare per la trasformazione, che però entrambe le squadre fallirono rendendo così discriminante il numero di mete marcate.
Per l'Inghilterra si trattò anche della conquista della sua prima Triple Crown (il premio simbolico destinato alla squadra delle Isole britanniche che batta le altre tre nel corso di una singola edizione), anche se il termine entrò in uso nel decennio successivo.
Fu anche la prima edizione della Calcutta Cup a tenersi in occasione del Championship. Da allora tutti gli incontri tra inghilterra e Scozia nel torneo sono sempre stati validi per l'assegnazione di tale trofeo.
Singolare episodio in occasione dell'incontro tra Galles e Scozia: in maniera inusuale, vista anche l'assenza all'epoca di regole sull'idoneità internazionale, il Galles schierò John Griffin, un giocatore inglese, perché la squadra era giunta a Edimburgo con un elemento in meno; Griffin, nato in Sudafrica e idoneo a giocare per l'Inghilterra, fu scelto perché studente in medicina presso l'università della capitale scozzese a livello statistico si trattò anche del primo match assoluto tra le due formazioni britanniche.
Il valore delle marcature, come stabilito dalla RFU nel 1875, era 1 punto per ogni drop o per ogni calcio piazzato tra i pali a seguito di una meta, che di per sé non dava punti; solo in caso di parità di punti realizzati la discriminante sarebbe stata quella del numero di mete marcate. Nel tabellino degli incontri, laddove sia presente, il numero tra parentesi rappresenta, in caso di parità, il numero di mete segnate da ciascuna squadra.

## Nazionali partecipanti e sedi
| Squadra     | Città      | Impianto interno |
| ----------- | ---------- | ---------------- |
| Galles      | Swansea    | St. Helen's      |
| Inghilterra | Manchester | Whalley Range    |
| Irlanda     | Belfast    | Ormeau Road      |
| Scozia      | Edimburgo  | Raeburn Place    |

## Risultati
| Arbitro: | A. Herbert |

|  |    |                                   |
|  | mt | Bolton Henderson Thomson Wade (3) |
|  | tr | Evanson (2)                       |

| Arbitro: | Rowland Hill |

|                       |    |        |
| McFarlan (2) Wauchope | mt | Judson |
| Maclagan (3)          | tr | Lewis  |

| Arbitro: | A.S. Pattison |

|                           |    |         |
| Bolton Tatham Twynam Wade | mt | Forrest |
| Evanson                   | tr |         |

| Arbitro: | Hugh Kelly |

|  |    |                    |
|  | mt | C. Reid Somerville |
|  | tr | Maclagan           |

| Arbitro: | Hugh Kelly |

|         |    |                  |
| C. Reid | mt | Bolton Rotherham |

## Classifica
| Pos | Squadra     | G | V | N | P | PF | PS | DP | Pt |
| --- | ----------- | - | - | - | - | -- | -- | -- | -- |
| 1   | Inghilterra | 3 | 3 | 0 | 0 | 3  | 0  | +3 | 6  |
| 2   | Scozia      | 3 | 2 | 0 | 1 | 4  | 1  | +3 | 4  |
| 3   | Irlanda     | 2 | 0 | 0 | 2 | 0  | 2  | −2 | 0  |
| 4   | Galles      | 2 | 0 | 0 | 2 | 1  | 5  | −4 | 0  |